# Ónodi György (operatőr)
Ónodi György (Budapest, 1953 – 2024. január 13. vagy előtte) magyar operatőr, producer, rendező, forgatókönyvíró, író.

## Életpályája
A Magyar Híradó- és Dokumentumfilmgyár katonai filmstúdiójában kezdte filmes pályáját. 

„Érettségi után azonnal bementem a Mafilmhez, hogy ott akarnék dolgozni, teljesen mindegy, hogy mit. Persze kidobtak és ez még megismétlődött négyszer, de ötödszörre mégis csak elküldtek egy elvtárshoz a Mafilm II-es telepre, aki felvett segédmunkásnak. A munkakörömet elegánsan segédmikrofonosnak nevezték, de valójában kábeleket fektettem le, majd szedtem össze és mostam le a felvételek végén. Tizennyolc évesen még ez is borzasztóan imponált nekem. Bárki kérdezte, hogy hol dolgozom, mondhattam, hogy a Mafilm kötelékében! Közelében lehettem Pécsi Ildikónak, Koncz Gábornak és még számtalan nagy színésznek, ami nekem maga a csoda volt.”

Operatőrnek készült, de kétéves sorkatonai szolgálata miatt elesett a Színművészeti Főiskola felvételi lehetőségétől. Akkoriban három évente indult operatőrszak. Leszerelése után, hogy még egy évet ne veszítsen, Illés György, a külföldi továbbtanulásra Lengyelországot vagy a Szovjetuniót javasolta neki. Az utóbbit választotta.
Operatőrként, 1980-ban Moszkvában a Filmművészet Főiskolán végzett, játékfilm szakon szerzett diplomát. A rendszerváltásig a Híradó és dokumentumfilmstúdióban dolgozott. A Filmhíradónál, Székely Ferenc rendezővel, több mint harminc országban forgatott dokumentumfilmeket. Ázsiától Amerikán át Ausztráliáig egzotikus országokban forgatott, politikusokkal, érdekes emberekkel találkozott.
Az 1980-as évek végén megismerkedett Gálvölgyi Jánossal. Kezdetben hosszabb-rövidebb jeleneteket írt Gálvölgyinek, majd 140 mozikban vetített reklámfilm paródiát készítettek közösen, amelyeknek írója, operatőre és rendezője is ő volt.
| „              | Ami a filmes műfajokat illeti, a mai napig a dokumentumfilm áll hozzám a legközelebb, a televízióban pedig a szórakoztató műsorok. | ” |
| – Ónodi György | |   |

A kereskedelmi televíziók hazai megjelenésének idején, 1991-től külsősként, az RTL Klubnál készítette szórakoztatóipari televíziós munkáit. Többek között saját ötletéből készült forgatókönyve alapján a Gálvölgyi Show is ennél a csatornánál valósult meg. Producerként, a nevéhez kötődnek a Mónika show, a Kész átverés és a Csíííz című műsorsorozatok is. 1998-ban Árpa Attila ajánlotta figyelmébe a 7 Tage – 7 Köpfe, vagyis a 7 nap – 7 fej című német show-t. A műsor leendő magyar változatának ekkor még csak ideiglenes címe volt a Heti Hetes. Ónodinak tetszett az ötlet és a cím is. 

„Megnéztem a kazettát, és úgy gondoltam, hogy az ötlet remek, csak Magyarországon ennek a műfajnak más hagyományai vannak. A németeknél minden előre ki volt találva, a poénok katonái rendben várták, hogy a megadott pillanatban elsüssék azokat, a hírek kommentárjai, élcei előre megírva sorakoztak felolvasóik kezében, én viszont tudtam, hogy nálunk erre nincs szükség. Itt kell hat plusz egy jópofa figura, aki - követve a magyar humor százéves hagyományát - dumál, anekdotázik, ahogy egykor a kávéházakban volt szokás.”

A Heti Hetes első felvétele 1999 szeptemberében került adásba és az RTL Klub legnépszerűbb, legnézettebb műsorai közé tartozott. A tizedik adásával 2 milliós nézettséggel rekordot döntött. 2012-től a műsor átkerült az RTL Klubról az RTL II csatornára. 2017 februárjában a műsor megszűnt.
A népszerű műsorról 2017-ben Feketeleves – Avagy volt egyszer egy Heti Hetes címmel könyvet írt.

## Családja
Három gyermek édesapja, fiai: Ónodi Gábor színész, Ónodi Lóránt, reklámszakember, lánya: Ónodi Krisztina cukrász.

## Televíziós munkáiból
- Gálvölgyi Show (1991-1994 – rendező) (2007-2011 – író)
- Új Gálvölgyi-show (1991, 1993 – rendező, forgatókönyvíró)
- Gálvölgyi szubjektív (1994 – író)
- Mónika show (producer)
- Heti Hetes (producer, főszerkesztő, rendező)

## Színházi munkáiból
- Volt egyszer egy Városliget (Thália Színház, 1984 – filmhíradó részletek)[5]
- Gálvölgyi kabaré (Mikroszkóp Színpad, 2005 – társszerző, író)
- "Jókedvet adj..." (Madách Színház, 2008 – szerkesztő)

## Könyve
- Feketeleves – Avagy volt egyszer egy Heti Hetes (Jaffa Kiadó, 2017) ISBN 9789634750055